# 2022年オランダグランプリ
2022年オランダグランプリ（英:  2022  Dutch Grand Prix）は、2022年のF1世界選手権の第15戦として、2022年9月4日にザントフォールト・サーキットにて開催。
正式名称は「Formula 1 Heineken Dutch Grand Prix 2022」。

## 背景
タイヤ
本レースでピレリが持ち込むドライ用タイヤのコンパウンドはハード（白）：C1、ミディアム（黄）：C2、ソフト（赤）：C3のハード寄りの組み合わせ。提供されるセット数はハード2、ミディアム3、ソフト8。
| ドライ用   | ドライ用       | ドライ用   | ウェット用           | ウェット用   |
| C1         | C2             | C3         | インターミディエイト | フルウェット |
| ---------- | -------------- | ---------- | -------------------- | ------------ |
| （ハード） | （ミディアム） | （ソフト） | （小雨用）           | （大雨用）   |
DRS：2箇所※（　）内は検知ポイント
- DRS1：ターン10より50m先から（ターン10の入口）
- DRS2：ターン13より40m先から（ターン12より20m先）

その他
- 9月2日 - マクラーレンはチームを離れたダニエル・リカルドに代わり、オスカー・ピアストリと複数年契約を結び、来季から起用する事を発表した。

## エントリーリスト
前戦から変更なし。

## フリー走行
FP1
2022年9月2日 12:30 CEST(UTC+2)
トップはジョージ・ラッセル。2位にルイス・ハミルトンが続き、メルセデス勢が1-2とした。母国グランプリのマックス・フェルスタッペンは、セッション序盤でギアボックスのトラブルによりマシンを停めた。
FP2
2022年9月2日 16:15 CEST(UTC+2)
トップはシャルル・ルクレール。2位にカルロス・サインツが続き、フェラーリ勢が1-2とした。直前に行われたF2の予選が赤旗中断となったことにより15分遅れで開始された。セッション終盤には角田裕毅がグラベルに突っ込み、マシンの回収のために赤旗中断となった。
FP3
2022年9月3日 12:00 CEST(UTC+2)
トップはFP2に続きルクレール。8位から13位までの差が0.3秒以内という僅差のセッションとなった。

## 予選
2022年9月3日 15:00 CEST(UTC+2)（文章の出典）
ポールはマックス・フェルスタッペン、シーズン4度目、通算17度目の獲得。2位にシャルル・ルクレール、3位にカルロス・サインツのフェラーリ勢が続いた。
降水確率60%という予報は外れ、快晴のなか行われた。Q1では路面の改善が大きく中団グループが上位に食い込む場面が見られた。Q2では開始早々に観客席から投げ込まれた発煙筒により、一時赤旗中断となった。Q3では、最初のタイム計測でルクレールが僅差でトップに立つ。Q3の残り3分で各車がタイム計測に向かうなか、再び発煙筒が投げ込まれたがマーシャルが回収し、黄旗が振られる程度に留まった。ルクレールは自身のタイムを更新するも、フェルスタッペンが上回りポールポジションを獲得した。後方ではセルジオ・ペレスがターン13でスピンし黄旗が振られた事でメルセデス勢や角田裕毅はタイム計測を断念した。

### 予選結果
| 順位                | No. | ドライバー                 | コンストラクター                        | Q1       | Q2       | Q3       | Grid |
| ------------------- | --- | -------------------------- | --------------------------------------- | -------- | -------- | -------- | ---- |
| 1                   | 1   | マックス・フェルスタッペン | レッドブル-RBPT                         | 1:11.317 | 1:10.927 | 1:10.342 | 1    |
| 2                   | 16  | シャルル・ルクレール       | フェラーリ                              | 1:11.443 | 1:10.988 | 1:10.363 | 2    |
| 3                   | 55  | カルロス・サインツ         | フェラーリ                              | 1:11.767 | 1:10.814 | 1:10.434 | 3    |
| 4                   | 44  | ルイス・ハミルトン         | メルセデス                              | 1:11.331 | 1:11.075 | 1:10.648 | 4    |
| 5                   | 11  | セルジオ・ペレス           | レッドブル-RBPT                         | 1:11.641 | 1:11.314 | 1:11.077 | 5    |
| 6                   | 63  | ジョージ・ラッセル         | メルセデス                              | 1:11.561 | 1:10.824 | 1:11.147 | 6    |
| 7                   | 4   | ランド・ノリス             | マクラーレン-メルセデス                 | 1:11.556 | 1:11.116 | 1:11.174 | 7    |
| 8                   | 47  | ミック・シューマッハ       | ハース-フェラーリ                       | 1:11.741 | 1:11.420 | 1:11.442 | 8    |
| 9                   | 22  | 角田裕毅                   | アルファタウリ-RBPT                     | 1:11.427 | 1:11.428 | 1:12.556 | 9    |
| 10                  | 18  | ランス・ストロール         | アストンマーティン・アラムコ-メルセデス | 1:11.568 | 1:11.416 |          | 10   |
| 11                  | 10  | ピエール・ガスリー         | アルファタウリ-RBPT                     | 1:11.705 | 1:11.512 |          | 11   |
| 12                  | 31  | エステバン・オコン         | アルピーヌ-ルノー                       | 1:11.748 | 1:11.605 |          | 12   |
| 13                  | 14  | フェルナンド・アロンソ     | アルピーヌ-ルノー                       | 1:11.667 | 1:11.613 |          | 13   |
| 14                  | 24  | 周冠宇                     | アルファロメオ-フェラーリ               | 1:11.826 | 1:11.704 |          | 14   |
| 15                  | 23  | アレクサンダー・アルボン   | ウィリアムズ-メルセデス                 | 1:11.695 | 1:11.802 |          | 15   |
| 16                  | 77  | バルテリ・ボッタス         | アルファロメオ-フェラーリ               | 1:11.961 |          |          | 16   |
| 17                  | 3   | ダニエル・リカルド         | マクラーレン-メルセデス                 | 1:12.081 |          |          | 17   |
| 18                  | 20  | ケビン・マグヌッセン       | ハース-フェラーリ                       | 1:12.319 |          |          | 18   |
| 19                  | 5   | セバスチャン・ベッテル     | アストンマーティン・アラムコ-メルセデス | 1:12.391 |          |          | 19   |
| 20                  | 6   | ニコラス・ラティフィ       | ウィリアムズ-メルセデス                 | 1:13.353 |          |          | 20   |
| 107% time: 1:16.309 |     |                            |                                         |          |          |          |      |
| ソース:             |     |                            |                                         |          |          |          |      |

## 決勝
2022年9月4日 15:00 CEST(UTC+2)（文章の出典）
優勝はマックス・フェルスタッペン。2位にジョージ・ラッセル、3位にシャルル・ルクレール。
スタート時点では前日の予選より気温が低い決勝となった。スタートタイヤはソフトとミディアムに分かれ、レッドブル勢とフェラーリ勢がソフト、メルセデス勢がミディアムを選択。スタートはルイス・ハミルトンとカルロス・サインツに僅かな接触こそあったものの大きな混乱はなかった。19周目までにレッドブル勢とフェラーリ勢がピットインしたことで、メルセデス勢が1-2でのラップを重ねた。その後、30周目にジョージ・ラッセル、33周目にハミルトンがそれぞれハードタイヤへ履き替えた。ハミルトンは最速ラップを記録しながら追いかけ、37周目には3位のセルジオ・ペレスを交わした。44周目にピットインした角田裕毅は、コース脇にストップし黄旗が振られたがピットへ向かって再び走り始めた。その後、レースに復帰するも再びコース脇にマシンを停め、マシンの撤去のため48周目にVSCが導入された。ここで上位勢は2回目のピット作業を行い、マックス・フェルスタッペンはハード、メルセデス勢はミディアムへ交換した。55周目にはメインストレート上でバルテリ・ボッタスがトラブルでマシンを停めたことによりセーフティカーが導入され、フェルスタッペンは3回目のピットインを行いソフトへ履き替えた。61周目にレースが再開された直後にフェルスタッペンはメインストレート上でハミルトンを交わし、そのまま72周目まで走り抜き優勝。フランスGPからの4連勝でシーズン10勝目、通算30勝目を母国で飾り、前年に続き2年連続の優勝となった。

### レース結果
| 順位    | No. | ドライバー                 | コンストラクター                        | 周回数 | タイム/リタイア原因 | Grid | Pts. |
| ------- | --- | -------------------------- | --------------------------------------- | ------ | ------------------- | ---- | ---- |
| 1       | 1   | マックス・フェルスタッペン | レッドブル-RBPT                         | 72     | 1:36:42.773         | 1    | 26FL |
| 2       | 63  | ジョージ・ラッセル         | メルセデス                              | 72     | +4.071              | 6    | 18   |
| 3       | 16  | シャルル・ルクレール       | フェラーリ                              | 72     | +10.929             | 2    | 15   |
| 4       | 44  | ルイス・ハミルトン         | メルセデス                              | 72     | +13.016             | 4    | 12   |
| 5       | 11  | セルジオ・ペレス           | レッドブル-RBPT                         | 72     | +18.168             | 5    | 10   |
| 6       | 14  | フェルナンド・アロンソ     | アルピーヌ-ルノー                       | 72     | +18.754             | 13   | 8    |
| 7       | 4   | ランド・ノリス             | マクラーレン-メルセデス                 | 72     | +19.306             | 7    | 6    |
| 8       | 55  | カルロス・サインツ         | フェラーリ                              | 72     | +20.9162            | 3    | 4    |
| 9       | 31  | エステバン・オコン         | アルピーヌ-ルノー                       | 72     | +21.117             | 12   | 2    |
| 10      | 18  | ランス・ストロール         | アストンマーティン・アラムコ-メルセデス | 72     | +22.459             | 10   | 1    |
| 11      | 10  | ピエール・ガスリー         | アルファタウリ-RBPT                     | 72     | +27.009             | 11   |      |
| 12      | 23  | アレクサンダー・アルボン   | ウィリアムズ-メルセデス                 | 72     | +30.390             | 15   |      |
| 13      | 47  | ミック・シューマッハ       | ハース-フェラーリ                       | 72     | +32.995             | 8    |      |
| 14      | 5   | セバスチャン・ベッテル     | アストンマーティン・アラムコ-メルセデス | 72     | +36.0071            | 19   |      |
| 15      | 20  | ケビン・マグヌッセン       | ハース-フェラーリ                       | 72     | +36.869             | 18   |      |
| 16      | 24  | 周冠宇                     | アルファロメオ-フェラーリ               | 72     | +37.320             | 14   |      |
| 17      | 3   | ダニエル・リカルド         | マクラーレン-メルセデス                 | 72     | +37.764             | 17   |      |
| 18      | 6   | ニコラス・ラティフィ       | ウィリアムズ-メルセデス                 | 71     | +1 Lap              | 20   |      |
| Ret     | 77  | バルテリ・ボッタス         | アルファロメオ-フェラーリ               | 53     | DNF                 | 19   |      |
| Ret     | 22  | 角田裕毅                   | アルファタウリ-RBPT                     | 43     | DNF                 | 9    |      |
| ソース: |     |                            |                                         |        |                     |      |      |

- ^FL - ファステストラップの1点を含む
- ^1 - ベッテルは青旗無視により5秒のタイムペナルティ[15]。
- ^2 - サインツはピットでのアンセーフリリースにより5秒のタイムペナルティ[16]。

#### 達成された主な記録
- ハットトリック：マックス・フェルスタッペン（5度目）

## 第15戦終了時点のランキング

### ワールド・チャンピオンシップ
|         | 順位 | ドライバー                 | ポイント | 1位との差 |
| ------- | ---- | -------------------------- | -------- | --------- |
|         | 1    | マックス・フェルスタッペン | 310      |           |
| 1       | 2    | シャルル・ルクレール       | 201      | -109      |
| 1       | 3    | セルジオ・ペレス           | 201      | -109      |
| 1       | 4    | ジョージ・ラッセル         | 188      | -122      |
| 1       | 5    | カルロス・サインツ         | 175      | -135      |
| ソース: |      |                            |          |           |

|         | 順位 | コンストラクター        | ポイント | 1位との差 |
| ------- | ---- | ----------------------- | -------- | --------- |
|         | 1    | レッドブル-RBPT         | 511      |           |
|         | 2    | フェラーリ              | 376      | -135      |
|         | 3    | メルセデス              | 346      | -165      |
| 1       | 4    | アルピーヌ-ルノー       | 125      | -386      |
| 1       | 5    | マクラーレン-メルセデス | 101      | -410      |
| ソース: |      |                         |          |           |

- 注：いずれもトップ5まで掲載。

### DHLファステストラップアワード
|         | 順位 | ドライバー                 | 獲得数 |
| ------- | ---- | -------------------------- | ------ |
|         | 1    | マックス・フェルスタッペン | 5      |
|         | 2    | シャルル・ルクレール       | 3      |
|         | 3    | カルロス・サインツ         | 2      |
|         | 4    | ルイス・ハミルトン         | 2      |
|         | 5    | セルジオ・ペレス           | 2      |
| ソース: |      |                            |        |

- 注：いずれもトップ5まで掲載。
- 注：ファストテストラップアワードは同数の場合、カウントバック方式がとられている。